# Zou (département)
Pour les articles homonymes, voir Zou.
Le Zou est un  département du centre du Bénin. Il doit son nom à la rivière qui le traverse, le Zou, un affluent de l'Ouémé.

## Géographie
Il est limitrophe de cinq départements du Bénin et frontalier de la région des Plateaux du Togo au nord-ouest.
| Plateaux | Collines   |         |
| Couffo   | Zou        | Plateau |
|          | Atlantique | Ouémé   |

## Communes

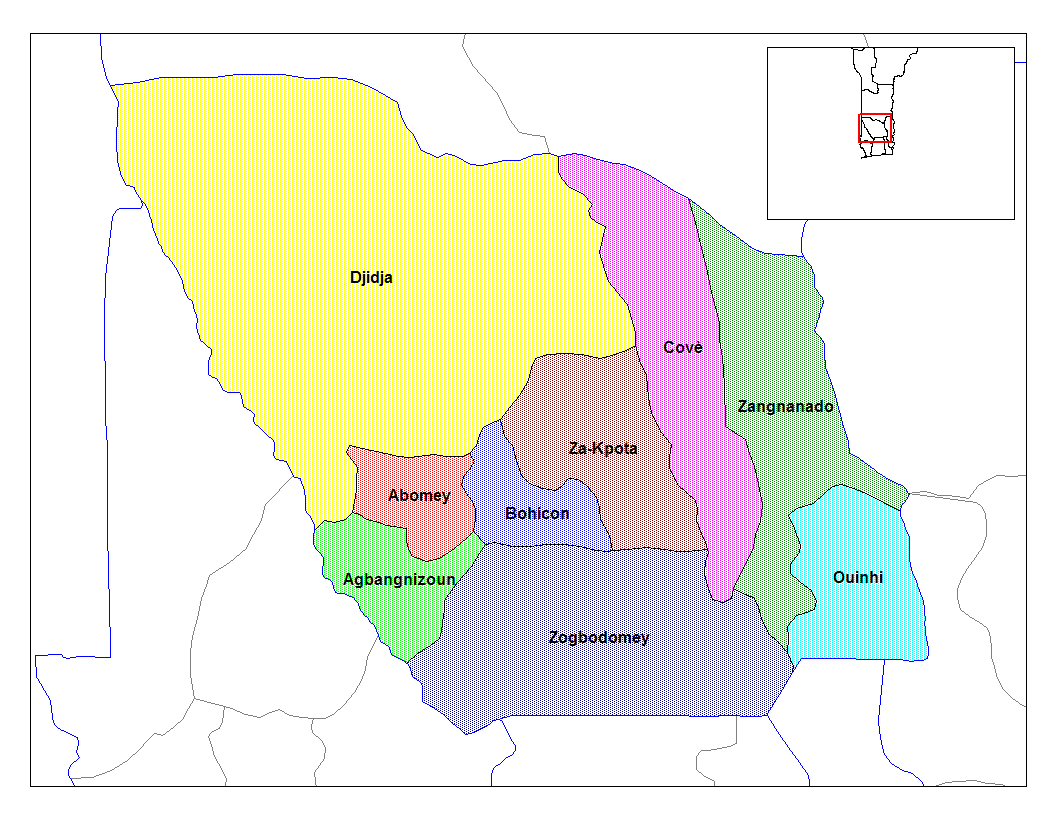
Communes du département du Zou.

Le Zou compte neuf communes :
- Abomey (préfecture)
- Agbangnizoun
- Bohicon
- Covè
- Djidja
- Ouinhi
- Zangnanado
- Za-Kpota
- Zogbodomey

## Villages
Depuis 2013, le département du Zou compte 527 villages et quartiers de ville.

## Population
Les habitants sont dans leur grande majorité des Fon.

## Tourisme

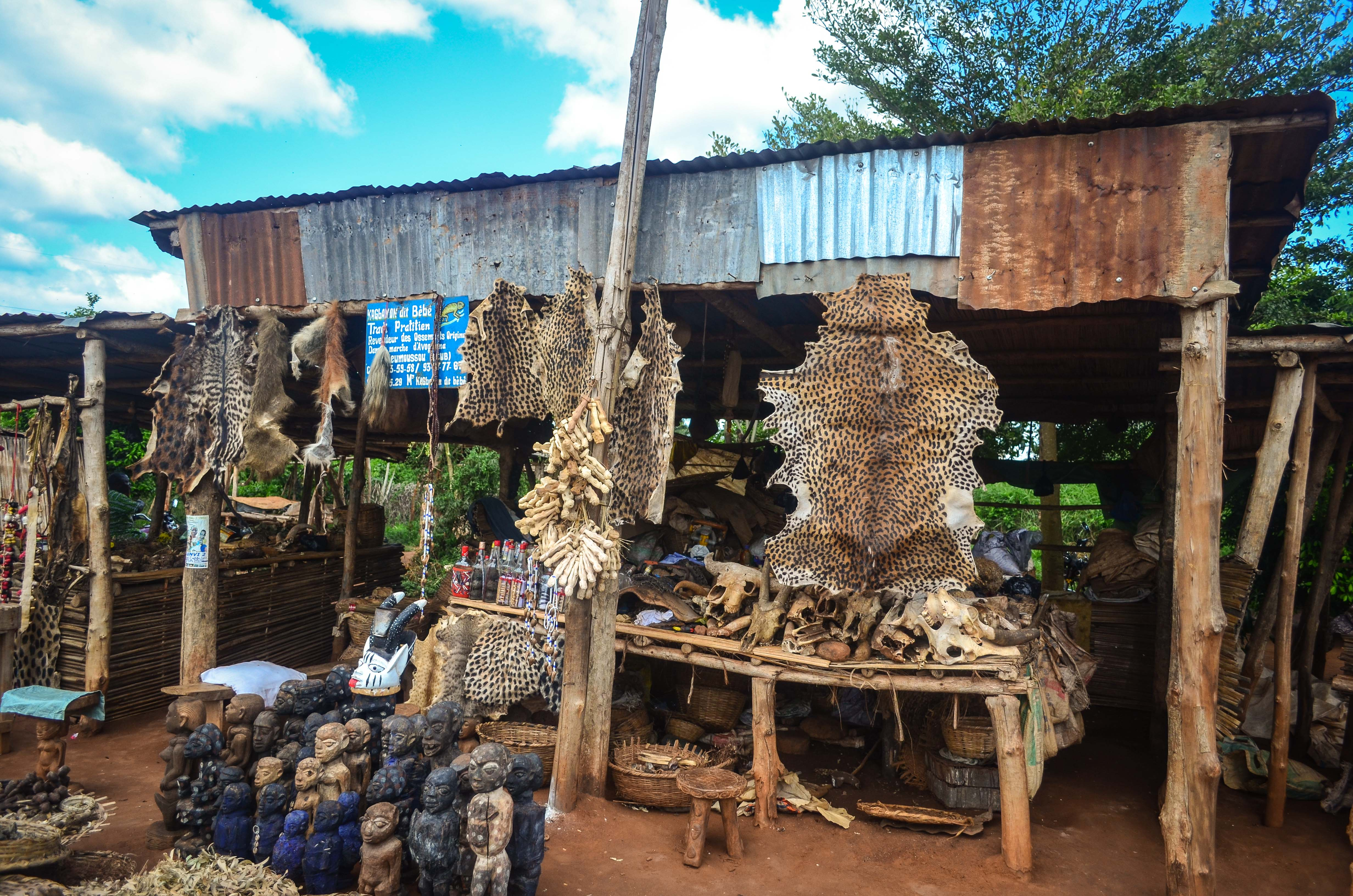
Marché vaudou de Bohicon.
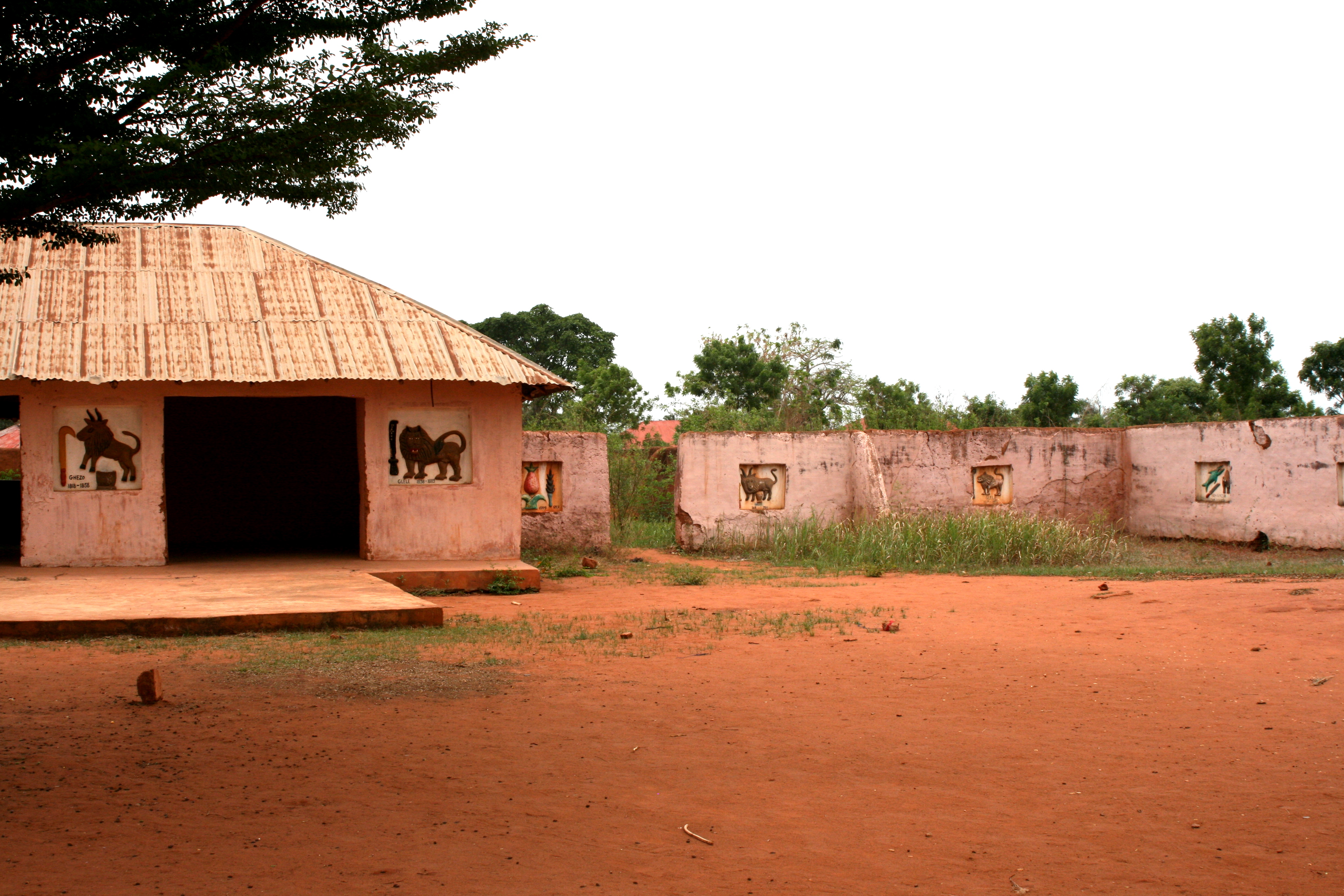
Palais royal d'Abomey.
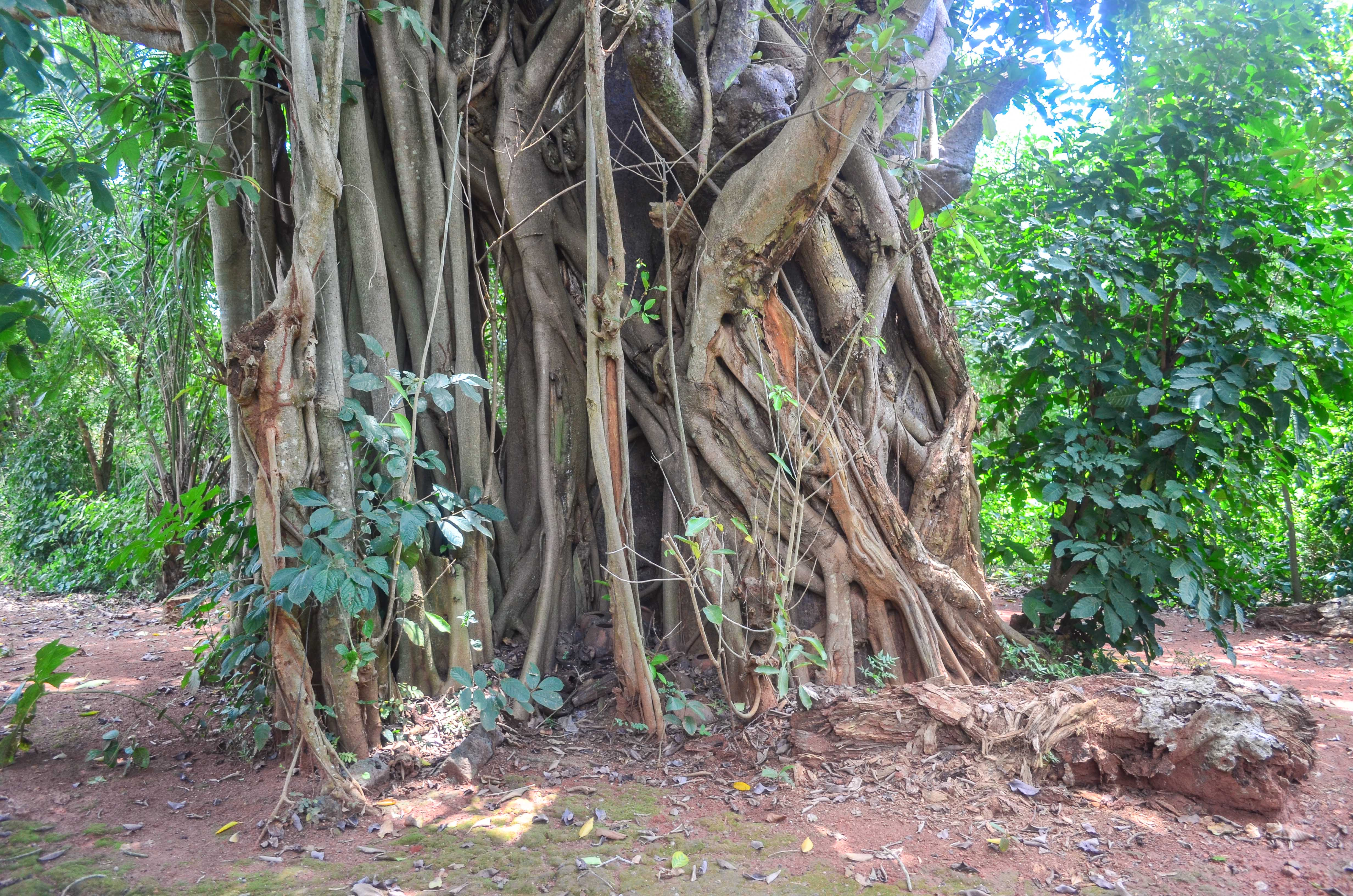
Forêt près d'Abomey.
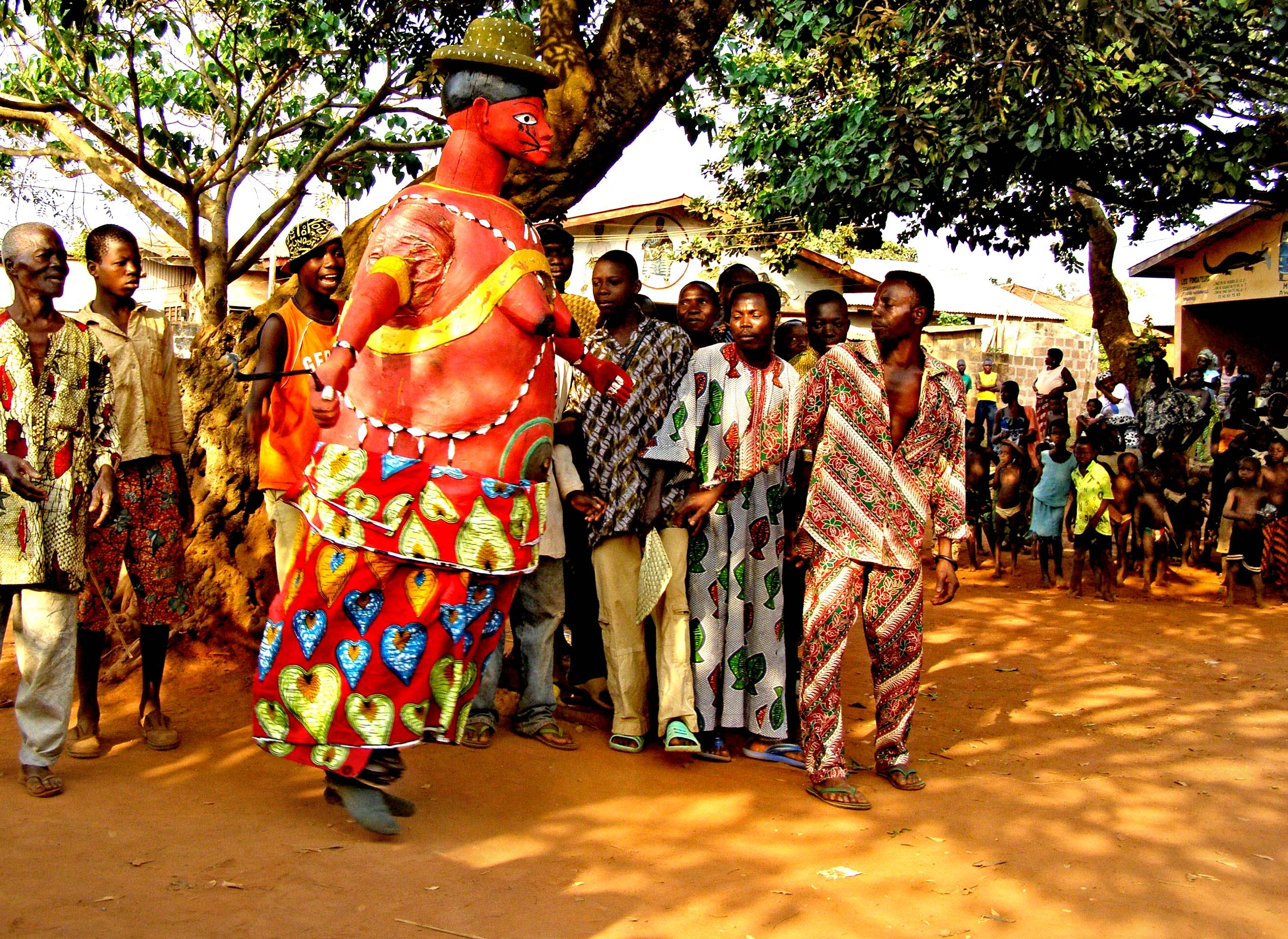
Festival gèlèdé à Cové.

- Village souterrain d'Agongointo-Zoungoudo